# جامعة يونيون
جامعة الاتحاد [[إنج|Union University]] هي جامعة خاصة مسيحية وفنون ليبرالية تقع في جاكسون بولاية تينيسي، ولها فروع إضافية في جيرمانتاون وهيندرسونفيل. الجامعة تابعة لمؤتمر تينيسي المعمداني وتتعلق بالاتفاقية المعمدانية الجنوبية.
تعتبر جامعة الاتحاد واحدة من أفضل المؤسسات التعليمية في المنطقة الجنوبية، وهي مدرجة في تقارير كل من السنوات التسعة عشر الماضية من قبل ريبورت يو أس نيوز، وهي مشهورة بتدريبها في محكمة العدل العليا في الولايات المتحدة، وفي عالم الرياضة انطلق منه بعض الرياضيين مثل بير براينت الذي بدأ فيها مسيرته التدريبية في كرة القدم. 
جامعة الاتحاد هي وريثة بعض أقدم الجامعات في الجنوب الشرقي. وهي عبارة عن اتحاد يضم العديد من المدارس المختلفة: كلية ويست تينيسي، المعروفة سابقًا بأكاديمية جاكسون مالي، وجامعة يونيون أوف مورفريسبورو، والجامعة الجنوبية الغربية المعمدانية، وكلية مارين جونيور في مارتين بولاية تينيسي. 

## مشاهير

### الخريجون

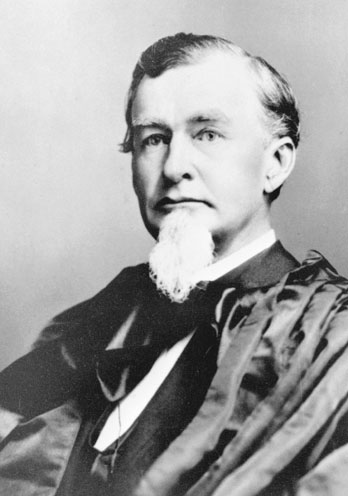
هويل جاكسون

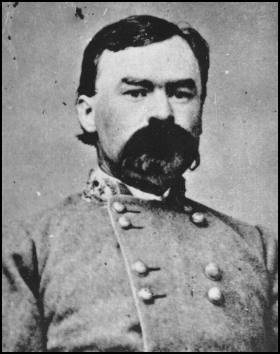
وليام هيكس جاكسون

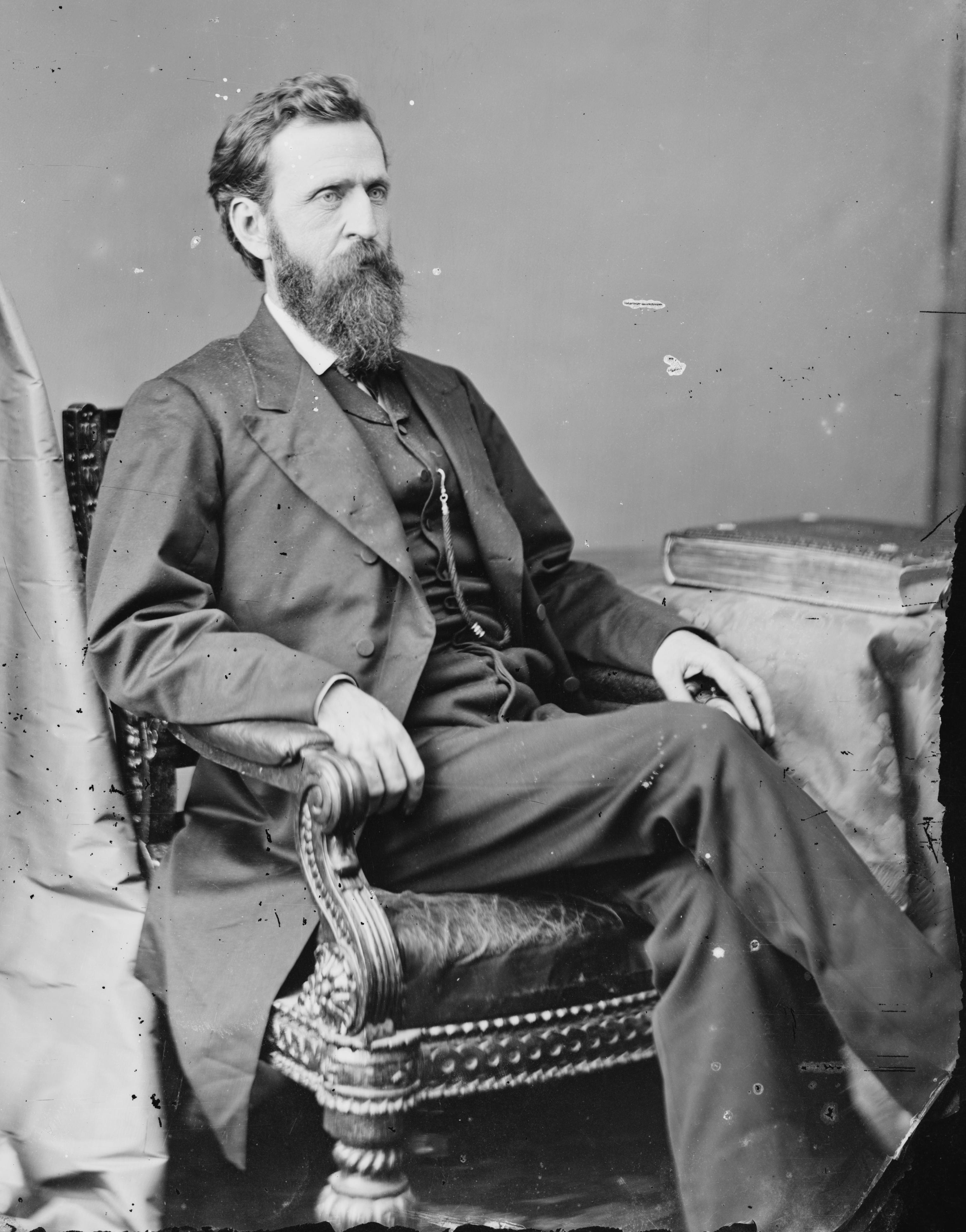
ديفيد الكسندر نان

- الدكتور بوب آجي، المدير التنفيذي للرابطة الدولية للكليات والجامعات المعمدانية، والرئيس الفخري لجامعة أوكلاهوما المعمدانية .
- ميلتون براون (سياسي) (دبليو) - ممثل الولايات المتحدة والمؤسس المشارك لجامعة جنوب غرب (الآن جامعة الاتحاد) وجامعة لامبوث على حد سواء تقع في جاكسون بولاية تينيسي.
- جون دانسي - مراسل شبكة ان بي سي السابق.
- د. مونرو إي دود - راعي الكنيسة المعمدانية الأولى في شريفبورت ، لويزيانا ، 1912-1950م؛ مؤسس كلية دود للبنات ؛ ووزير الإذاعة.
- الدكتور جوشوا ف. دريك - عالم موسيقى ومغني تراتيل في كلية جروف سيتي في جروف سيتي، بنسلفانيا.
- الدكتور ستيف جينس - راعي الكنيسة المعمدانية في بلفيو في ممفيس بولاية تينيسي، رئيس المؤتمر المعمداني الجنوبي.
- بولين لافون غور - والدة نائب رئيس الولايات المتحدة ألبرت غور، حضرت الاتحاد وحصلت على درجة فخرية.
- دجي دي قري (درجة البكالوريوس، 1929م)، القس المعمداني الجنوبي ورئيس المؤتمر من 1952م إلى 1954م
- الدكتور جورج هـ. غوثري - بنيامين و. بيري أستاذ الكتاب المقدس ورئيس كلية الدراسات المسيحية بجامعة الاتحاد؛ أحد علماء مراجعة النسخة الإنجليزية للكتاب المقدس (إي إس في). خبير في التفسير والكاتب اليوناني المعروف بتحليله وخبرته في رسالة بولس الرسول إلى العبرانيين .
- ايلي شيلبي هاموند - قاض فيدرالي
- جون ل. هيد (حضر) - مدرب كرة السلة
- جون و. هولاند - قاض فيدرالي
- هويل إدموندز جاكسون - قاضي المحكمة العليا في الولايات المتحدة
- وليام هيكس جاكسون - الجنرال الكونفدرالي، شقيق القاضي هويل إدموندز جاكسون
- جيم جونز - لاعب كرة قدم أمريكي
- توماس مكافي - رئيس شركة هولمارك سيستمز إنك في أتلانتا ، جورجيا .
- تشاد مكمان، سناتور ولاية ميسيسيبي. [3]
- تشارلز ن. ميليكان - الرئيس المؤسس لجامعة سنترال فلوريدا .
- جيلون مور - لاعب كرة سلة محترف
- جيمي مور (البيسبول) - لاعب البيسبول الرئيسي في الدوري
- دبليو وينفريد مور، رئيس الكنيسة المعمدانية الأولى في أماريلو، تكساس (1959-1989)؛ أستاذ في جامعة بايلور
- توم جيه. موراي (دي) - ممثل الولايات المتحدة من ولاية تينيسي 1943-1966
- ديفيد ألكساندر نان - ممثل الولايات المتحدة ووزير خارجية تينيسي
- لويس أورتيز (البيسبول) - لاعب البيسبول الرئيسي في الدوري
- جوزفين أوينو - لاعبة كرة السلة لصحفيين في واشنطن
- جوزيف ب. بالمر - الاتحاد العام والمحامي
- هيرون سي بيرسون دي، يو إس، ممثل ولاية تينيسي
- جانيت بروكس بريبي - مديرة مجلس الخدمة المدنية في لويزفيل في كنتاكي
- كريس رايس - تسجيل الفنان المسيحي
- يوجين رايس - قاضٍ اتحادي للولايات المتحدة (المقاطعة الشرقية في أوكلاهوما)
- أر أر تينسي - وزير الخارجية من 1913 إلى 1917 [4]
- د . ل. توماس سترونج الثالث - عميد كلية ليفيل وأستاذ العهد الجديد واليونانية في كلية ليفيل في المدرسة اللاهوتية المعمدانية في نيو أورليانز.
- جون ماي تايلور (دي) - ممثل الولايات المتحدة من ولاية تينيسي.
- الدكتور ويليام تروت - رئيس كلية رودس
- الدكتور تيموثي تاكر - الرئيس السابق لجمعية الصيادلة الأمريكية (أفا). الرئيس السابق لجمعية الصيادلة في تينيسي (تبا)، ورئيس مجلس الصيدلة في تينيسي، ورئيس مجلس إدارة شركة تبا لأكثر من 10 سنوات. الفائز في وسام لامبدا تشاي ألفا.

### الكلية والإدارة

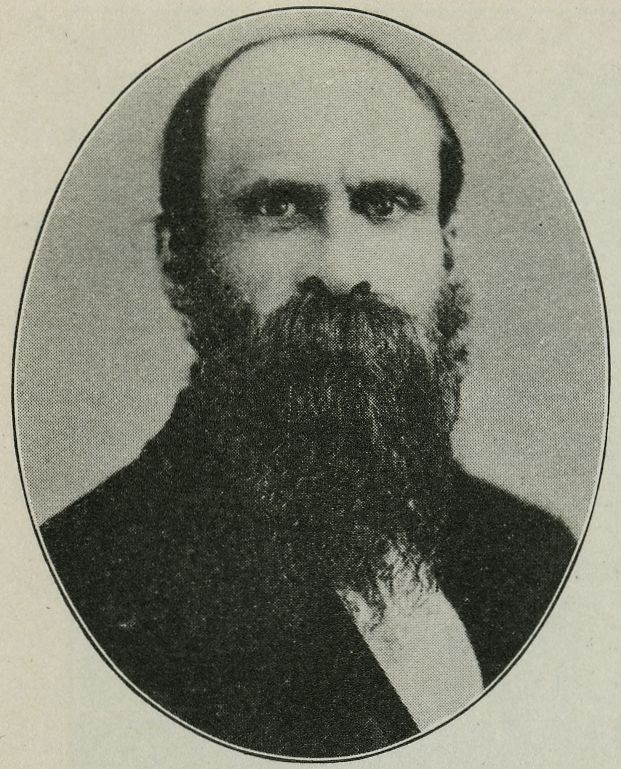
بنيامين لي أرنولد أستاذ بجامعة الاتحاد، ورئيسًا لاحقًا لجامعة ولاية أوريغون

- بنيامين لي أرنولد - أصبح فيما بعد رئيسًا لجامعة ولاية أوريغون
- جيمس روبنسون جريفز - رئيس مجلس الأمناء، 1885-1892؛ وزير وصحفي ومؤلف ومؤسس مشارك لاندمارك المعمودية
- إد براينت (إلى اليمين) - سياسي تينيسي
- راندال بوش - أستاذ فلسفة وكاتب خيال
- ستيفن كارلز - رئيس قسم التاريخ وخبير القرن العشرين في فرنسا والحرب العالمية الأولى وأوروبا بين الحربين العالميتين وصانع الأسلحة الفرنسي لويس لوشور.
- روجر ديوك - مؤلف، أستاذ
- جورج غوثري - خبير في رسالة بولس الرسول إلى العبرانيين
- هاري لي بو - تشارلز كولسون رئيس الإيمان والثقافة
- اللبلاب سكاربورو - مؤلف ومحامي
- بات تايلور - رئيس جامعة ساوثويست المعمدانية. [5] [6]

## روابط خارجية
- الموقع الرسمي
- جامعة الاتحاد لألعاب القوى
- الكتاب السنوي لجامعة الاتحاد: 1904-2000